# 到津の森公園
到津の森公園（いとうづのもりこうえん）は、福岡県北九州市小倉北区上到津にある市営の動物園。2000年（平成12年）、西日本鉄道（西鉄）が運営していた到津遊園（いとうづゆうえん）が経営悪化のため閉園し、北九州市が経営を引きついだ。

## 沿革
本項では前身の到津遊園についても述べる。面積は約10.6ヘクタール。展示動物は約100種550点。
- 1932年
  - 1月9日 - 九州電気軌道が創立25周年記念事業として、小倉市到津の自然の丘陵地33,000平米の敷地に、地形や樹木をそのまま利用した遊園地を開く事を決定、工事着手[3]。
  - 7月31日 - 九軌到津遊園地として開園[3]。
- 1933年10月1日 - 動物園開園[3]。
- 1936年5月24日 - 遊園と動物園が合併[4]。
- 1941年 - 飼料不足が深刻化、園内の空地に飼料用自給自足用の畑を造営[4]。
- 1942年 - 合併により、西日本鉄道の運営となる。
- 1944年3月31日 - 戦争激化に伴い、福岡県警察警備本部に接収されたため閉園。子供の国の正門は取り壊され、広場の桜並木は全部切り取られて機動隊の車庫に、敷地は隊員450余名を収容する宿舎となる[4]。
- 1946年8月4日 - 再開園[5]。
- 1951年4月8日 - 一日の入園者数新記録（41,927人）樹立[5]。
- 1955年2月 - 当時動物に接する機会の少なかった山口、島根、大分各県及び福岡県筑豊地区を巡回する「動物移動教室」を開催、1959年まで継続[5]。
- 1957年3月21日-5月31日 - 開園25周年の記念事業として落成した児童センターをメイン会場に、「世界のこども博」開催[6]。
- 1958年4月2日 - 福岡市動物園で3月31日に発生した火災により、同園のライオン、トラなどが焼死したことを受け、ライオンの赤ちゃんを同園に寄贈[6]。
- 1960年3月28日 - 文部省により「博物館法第29条の規定に基づく博物館相当施設」の認可を受ける[6]。
- 1966年3月27日 - こども動物園完成[7]。
- 1969年3月 - ジェットコースター完成[8]。
- 1972年8月13日 - 高さ35mと当時西日本一のひまわり型大観覧車が完成[7]。
- 1974年12月14日 - 放火によりサル島が火の海となり、13匹のカニクイザルが死亡[7]。
- 1980年5月 - 二回転宙返りスカイループコースターが完成[9]。
- 1982年4月25日 - トロピカルバードセンターオープン[9]。
- 1988年3月18日 - 高さ40mの大観覧車新設[10]。
- 1995年3月25日 - フラミンゴ、トキ、コウノトリなど20種類約100羽の鳥類を収容、観測用カメラや鳥図鑑を納めた検索ブースなど、日本で初めての機能を持ったバードハウス竣工[10]。
- 1998年9月1日-1999年2月28日 - 期間限定でコアラ展示[10]。
- 2000年5月31日 - 到津遊園閉園。翌6月1日から北九州市に運営が移管[10]。
- 2002年4月13日 - 運営が北九州市都市整備公社に代わり、到津の森公園として再開園（園長・岩野俊郎）。

## 概要
1932年7月31日、西鉄の前身である九州電気軌道が創立25周年の記念事業として当時の小倉市西端部丘陵地の到津に開園した。開園から4年後の1936年より動物園と遊園地を併設した公園として人気を博した。1942年9月22日に九州電気軌道が西鉄となったのち、戦時体制下の1944年3月31日に休止されるが、戦後の1946年8月4日に営業再開した。
1969年のピーク時には、年間80万人の入場者を記録したが、その後は施設の老朽化と陳腐化が進んだことと、少子化の進行、北九州市の人口減少、1990年に開業したスペースワールド（2018年1月1日閉園）との競合、1992年の西鉄北九州線砂津 - 黒崎駅前間の廃止などの影響が重なり入場者が減少の一途をたどった。
2000年5月31日を最後に到津遊園は営業を終了した。営業終了後に北九州市に譲渡されて改装され、2002年4月13日に「到津の森公園」としてオープンした。指定管理者制度に基づき、北九州市の外郭団体である財団法人北九州市都市整備公社が管理・運営している。

## 特徴
- 基本理念は「市民と自然を結ぶ『窓口』」。「到津遊園」閉園から「到津の森公園」開園に繋がった経緯として、市民活動が大きく影響している（52団体、計26万人から存続の要望）。そのため、運営等に関する市民参加が重視されており、動物の里親としてエサ代を支援する「動物サポーター」や公園の運営全体を支援する「友の会」、「到津の森公園基金」などの様々なサポーター制度がある。また、市民ボランティア団体「森の仲間たち」もガイドや清掃などの活動を行っている。
- 動物たちの展示方法は、概ね、生息地の環境でまとめた「地理学的展示」と呼ばれるもの。「草原」「林床」「樹冠」などのゾーンに分かれている。その他、郷土を意識したゾーンや小動物とふれあえる「ふれあい動物園」もある。「到津遊園」当時に比べ、自然環境が活かされており、生息地に近い動物たちの生活空間づくりや来場者と動物たちとの距離感を近づける工夫が新たになされている。
- イベントが随時行われており、夜間開園や、クリスマスにはケーキを動物たちに贈るイベントなども恒例になっている。
- 1937年からの長い歴史を持つ「林間学園」が、夏休み期間中の小学生向け体験学習として引き続き実施されている。2000年の到津遊園閉園で一時中断したが、復活した。

## 主な動物
- 郷土の動物ゾーン（郷土の水辺）
  - アマサギ、クロサギ、オシドリ、カルガモ、ショウジョウトキ、シロトキ、クロトキ、ホオアカトキ、ムギワラトキ、ベニイロフラミンゴ、（以下「里のいきもの館」内、ドジョウ、ヨシノボリ、ワタカ、ヤマトヌマエビ、スッポン、シマヘビ、タガメ、ニホントカゲ、ヤマカガシ、ニホンマムシ）
- 郷土の動物ゾーン（郷土の森林）
  - フクロウ、タヌキ、ムササビ、ノウサギ、アオバト、カラスバト、シロハラ、ヒヨドリ、バン、シロハラクイナ、ウズラ、コジュケイ
- 世界の動物ゾーン（マダガスカルの世界）
  - ワオキツネザル、エリマキキツネザル
- 世界の動物ゾーン（草原の世界）
  - ニホンザル、ホオジロカンムリヅル、ミーアキャット、キリン、シマウマ、ライオン
- 世界の動物ゾーン（林床の世界）
  - ワオキツネザル、クロキツネザル、オウギバト、マンドリル、ゴシキセイガイインコ、ワライカワセミ、チンパンジー、セイロンゾウ、アムールトラ
- 世界の動物ゾーン（樹冠の世界）
  - オオサイチョウ、ニシムラサキエボシドリ、スミレコンゴウインコ、フクロテナガザル、ジェフロイクモザル
- ふれあい動物園
  - レッサーパンダ、アライグマ、プレーリードッグ、ロバ　その他ウサギ、モルモット、キバタン、コバタンなどのインコ類

## アトラクション
- 観覧車
- ミニモノレール
- 子供汽車
- メリーゴーラウンド
- サイクルモノレール
- バル～ンぞうさん
- ハッピーカンガルー
- ファイヤーファイター
- スカイフライヤー
- せせらぎ広場
- コイン式遊具

## その他の施設
- レストランフォレスト）
- ズーショップ（土産物屋）[11]

## アクセス
- 小倉駅から西鉄バス北九州　行先番号22・23・26・43・46に乗車、到津の森公園前バス停下車、徒歩すぐ
- 北九州高速道路1号線下到津出入口より1.8㎞

以前は西鉄北九州線の「遊園前」電停が設けられており、歩道橋で到津遊園と接続していた。1992年に廃止されたのち、2000年からは福岡市から直行の高速バス「いとうづ号」が運行されている。

## 周辺施設
- 中央公園
- 北九州市立総合体育館
- 九州歯科大学・九州歯科大学付属病院

## 関連書籍
- 「戦う動物園 旭山動物園と到津の森公園の物語」（中公新書 小菅正夫・岩野俊郎著／島泰三編）